# Аулак (обычай)
Аулак  (баш.  аулаҡ өй) – традиционный обычай башкирской, татарской и удмуртской молодежи собираться для совместной работы и развлечений. 
Проводился дома при отсутствии родителей в осенне - зимний период. Обычно  проходил под присмотром взрослой женщины.  Молодые люди приносили на посиделки гостинцы, продукты. Девушки готовили из принесенных  продуктов блины, кашу, пироги и др.
Первоначально в обычае принимали участие девушки 14 — 18 летнего возраста. Они занимались рукоделием, изготовлением ковров,  сукна, пошивом одежды. Позже на аулак стали приглашать парней.
Парни и девушки играли в игры,  позволяющие молодым понравиться друг другу: «жмурки» («күҙ бәйләш» ), «класть кольцо» («йөҙөк һалыу»), «капризный жених» («көйһөҙ кейәү»), «подсчёт звёзд» («йондоҙ һанау»), «кормить голубя» («күгәрсен ашатыу») и др.  Играющие назначали  шутливые наказания (яза): спеть, станцевать, изобразить животное, птицу, побелить печь, подсчитать количество скота в хозяйстве, сходить за водой.  Танцевали на семейные темы  танцы, пели песни.  Юноши в  играли на гармони, курае, девушки — на думбыре, кубызе.
Обычай затягивался до позднего вечера.

## Топонимика
В переводе с башкирского аулак – свободный дом.